# Chapel Allerton
Chapel Allerton är en stadsdel i nordöstra Leeds, i unparished area Leeds, i distriktet Leeds, i grevskapet West Yorkshire, i England. Stadsdelen har en varierad bebyggelse. Den utmärks av ett stort antal restauranger och andra matställen. Området har en kosmopolitisk prägel där drygt 25% av befolkningen har västindiskt eller indiskt ursprung.

## Historia
| Årtal | Befolkning |
| 1801  | 1 054      |
| 1851  | 2 850      |
| 1901  | 5 841      |
| 2001  | 18 206     |

Det finns en del romerska lämningar i stadsdelen, bl.a. gjordes keramik i staden. Liksom många andra platser i Yorkshire kom den att drabbas av Vilhelm Erövrarens Harrying the North. Det har funnit en kyrka sedan åtminstone 1240.
Under 1600-talet började byn att få betydelse som utflyktsmål för Leeds överklass. Det kom bland annat att byggas en hästkapplöpningsbana här under samma århundrade.
Under 1700-talet började en viss industri att växa fram och under senare delen av århundradet började välbärgade Leeds-bor bosätta sig i byn. Under senare halvan av 1800-talet kom de mer välbärgade fortsätta sin flyttning längre bort från stadskärnan och ersattes av arbetare och hantverkare. Jämfört med andra stadsdelar var bebyggelsen tämligen spridd och stora områden lämnades gröna, författaren Gordon Stowell beskrev Chapel Allerton som Det närmaste en trädgårdsstad som den mänskliga fantasin har lyckats uppbringa till dagens dato. Den första spårvägsförbindelsen kom 1901. Chapel Allerton var en civil parish 1866–1904 när blev den en del av Leeds. Civil parish hade 5 841 invånare år 1901. Byn nämndes i Domedagsboken (Domesday Book) år 1086, och kallades då Alretun.